# Магадов, Артур Маликастарович
Артур Маликастарович Магадов (25 ноября 1986, Избербаш, Дагестанская АССР, РСФСР, СССР) — российский кикбоксер, чемпион мира, Европы и России.

## Спортивная карьера
Тайским боксом занимался с 2001 года. Является воспитанником избербашского СДЮСШОР и школы «Тигр», занимался под руководством Магомеда Магомедова. Побеждал на первенствах России и мира, дважды становился серебряным призером чемпионата России среди взрослых. В ноябре 2006 года в Скопье стал чемпионом Европы в разделе лоу-кик и стал мастером спорта международного класса. В конце сентября 2007 года стал чемпионом мира в разделе фулл-контакт с лоу-киком. В декабре 2008 года в Португалии во второй раз стал чемпионом Европы, тем самым выполнив норматив заслуженного мастера спорта. В январе 2009 года Магадов был признан лучшим кикбоксером России.

## Достижения и награды
- Чемпионат России по тайскому боксу 2005 — ;
- Чемпионат России по тайскому боксу 2006 — ;
- Чемпионат Европы по тайскому боксу 2006 — ;
- Чемпионат России по тайскому боксу 2007 — ;
- Чемпионат мира по тайскому боксу 2007 — ;
- Чемпионат Европы по тайскому боксу 2008 — ;

## Личная жизнь
В 1993 году окончил среднюю школу № 3 в Избербаше. В 2003 году окончил избербашский филиал Института финансов и права.